# Arne Erlandsen
Arne Erlandsen, född 20 december 1959 i Kløfta, är en norsk fotbollstränare och före detta fotbollsspelare. Han var tränare för IFK Göteborg under säsongerna 2005 och 2006 i allsvenskan. Under Erlandsens tid var framför allt försvarsspelet styrkan hos IFK Göteborg. Därefter har han varit framgångsrik som tränare för olika klubbar i Norge.

## Klubbar

### Som spelare
- Lillestrøm SK (1979–1981)
- Djurgårdens IF (1982–1983)
- Lillestrøm SK (1983–1990)
- Strømsgodset IF (1990–1991)
- Lillestrøm SK (1991–1992)

### Som tränare
- Bærum SK
- Lillestrøm SK (1998–2004)
- IFK Göteborg (2005–2006)
- Ham-Kam (2007–2009)
- Ull/Kisa IL (2010–2012)
- Moss FK (2013–2014)
- Fredrikstad FK (2015)
- Lillestrøm SK (2016–2018)
- KuPS (2019–)